# Canif
Cet article possède un paronyme, voir Caniff.
Un canif (prononcé [kanif]), ou encore couteau de poche ou couteau pliant, est un couteau dont la ou les lames se replient dans le manche.

## Étymologie
Le mot français canif est cité en 1441-42 sous la forme quenif et sous sa graphie actuelle en 1611. Il est probablement dérivé du francique *knif, tout comme le mot anglais knife. Au Moyen Âge, le canif se nomme « canivet » « canivel » ou « quenivet ». L'inventaire de 1418, recensant les biens du château de Vincennes mentionne « un coustel et un canivel en une gayne dont les manches sont en or ».

## Terminologie

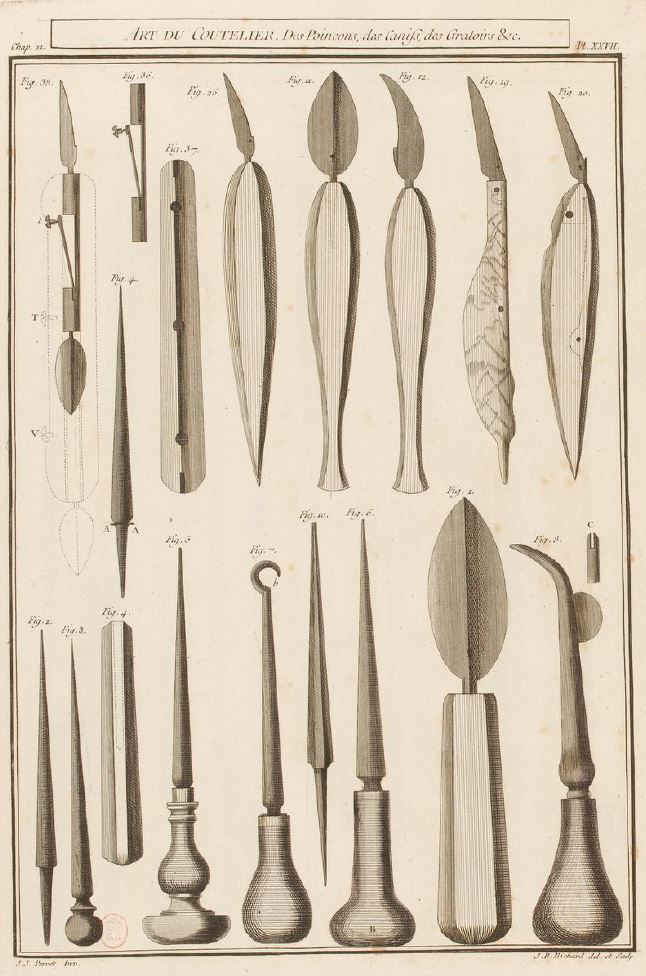
La figure 16 montre un canif droit monté, tel que décrit par Jean-Jacques Perret dans L'art du coutelier.

L’Encyclopédie ou Dictionnaire raisonné des sciences, des arts et des métiers, éditée de 1751 à 1772 sous la direction de Diderot,  D’Alembert et Voltaire, indique que le canif est une « espèce de petit couteau destiné à tailler les plumes d’oie ».
De même, Jean-Jacques Perret (1730-1784) distingue en 1771 dans son Art du coutelier, les canifs droits des canifs fermants. La description qu'il fait du montage des canifs montre bien que dans son esprit, un canif sert à entretenir les plumes utilisées pour l'écriture : « […] former au dos un tranchant fait de court, lequel sert à racler les plumes, quand l'encre y est attachée et sèchée […] ». Il ajoute d'ailleurs : « le canif qui est le plus en usage dans les bureaux et pour les écrivains, est celui qui ne ferme pas, et qu'on appelle canif droit, parce que la lame est fixe […] ».
Camille Pagé explique en 1896 que le canif est un petit couteau à tranchant très fin. Il mentionne une longue liste de canifs d'écrivain, dont un canif à ressort dont le manche sert de coupe-papier et un deuxième à deux lames dont l'une est utilisée pour couper les cors.
Le terme « canif » est souvent remplacé par ceux de « couteau de poche » ou de « couteau pliant ». On trouve également « couteau fermant » et « couteau à virole ».

« Les bourgeois ayant conservé l'habitude d'emporter un couteau de poche lorsqu'ils allaient dîner ou souper en ville, les couteliers fabriquèrent de beaux couteaux pliants, tel que le couteau de la collection Sauvageot, dont le manche d'ivoire à charnière représente une sirène ailée et se termine par une branche de feuillage à jour. Dès lors les couteaux fermants ne tardèrent
pas à être consacrés par l'usage. »

— Eugène-Oscar Lami, Dictionnaire encyclopédique et biographique de l'industrie et des arts industriels, 1881-1891.
Selon Auguste-Denis Fougeroux de Bondaroy (1732-1789), certains couteaux fermants se nomment Jambettes, Dauphines, Eustache-Dubois — du nom d'un coutelier de Saint-Étienne, — ou encore couteaux à la capucine.
Des couteaux pliants de femme, fabriqués à Thiers, se sont appelés mossudes aux XVIIe et XVIIIe siècles,.

### Couteau à gaine
L’acception contemporaine de « couteau de poche » ne porte pas à confusion. Il n’en est pas de même avant le XXe siècle. Lorsque Camille Pagé indique en 1896 « […] Quoique le couteau fut une des pièces principales du couvert, chacun était dans la nécessité d’avoir le sien dans sa poche, car c’était un objet fort dispendieux et peu répandu ; c’est ce qui fait dire à l’auteur du Sermon for joyeux pour l’entrée de table : Qui aux nopces va sans couteau / Il perd des lopins bon morceaux. », le couteau de poche en question peut être un objet à lame protégée par une gaine, à la différence des couteaux fermants.
La gaine à couteau est à l’origine un fourreau ou étui servant à se protéger lors du port, dans la poche ou à la ceinture, d'un objet coupant ou perçant. Selon Jean de Garlande, un coutelier du XIe siècle « vendait des couteaux [de poche] avec des gaînes grandes et petites ».
Au XVIIIe siècle, nombre de ces gaines sont recouvertes de galuchat.
Au XIXe siècle, on distingue parmi les couteaux à gaine, le couteau à plate semelle au manche constitué de deux parties qui s’ajustent sur le prolongement de la lame à l’aide de trois clous, et le couteau à mitre, caractérisé par un rebord présent à la jonction de la lame et du manche, et dont il recouvre l’épaisseur ; la lame est alors prolongée par une tige ou une queue forgée s’enfonçant dans le manche, appelée « quehenne » dès le XVe siècle, puis « soie ».

### Langues et dialectes
Camille Pagé, pour la rédaction de son ouvrage La coutellerie depuis l'origine jusqu'à nos jours, publié entre 1896 et 1904, a rassemblé des traductions des vocables couteau, ciseau, canif et  rasoir tant parmi les langues mortes que parmi celles en cours au tournant des XIXe et XXe siècles et les a retranscrites en alphabet latin.
On relève ainsi les traductions connues en 1896 de canif en gaëlique irlandais (sgian pheaun), hébreu (ta'ar hassofer), latin (scalprum), syriaque (galaba) ou vieux français (canivet). Ce dernier terme est à rapprocher du breton kanived, du basque ganibeta, du provençal ganivet et du portugais canivete, cités parmi d'autres langues et dialectes européens comme l'albanais (tchaki), le grec moderne (soughias) et le serbe (peroreze). Au chapitre des langues et dialectes asiatiques, Pagé relève, entre autres, le cambodgien kombet-tauch, le bengali chakou, le japonais kogatana et le laotien mit-tok. L'Afrique, l'Amérique et l'Océanie ne sont pas en reste avec, par exemple, le malinké dadié blitounou, le makua kijiou, l'iroquois asare iénasas arionatha, le quechua nahuin, le sioux omaha mah-hi-zlain-go et le malais pisso ketjil. Au total, Pagé recense des termes de coutellerie en 186 langues ou dialectes qu'il a collectés par courrier auprès des ambassades ou consulats français de par le monde,.

## Histoire

### Préhistoire
La lame de pierre taillée laisse la place, à la fin du Néolithique à celles issues de la métallurgie du cuivre, du bronze et enfin du fer.
Un couteau pliant, ayant été mis au jour dans une sépulture, au sud-ouest de la Slovaquie (Veľký Grob), permet d'affirmer l'existence de canifs dès le Premier âge du fer, c'est-à-dire entre le XIIe siècle av. J.-C. et la fin du Ve siècle av. J.-C..
Le couteau mesure 23 cm et possède un manche en bois richement décoré ; il est probable qu'il soit l'œuvre de Scythes, originaires de la mer Noire, présents dans la région à la fin du VIe siècle av. J.-C..

### Antiquité

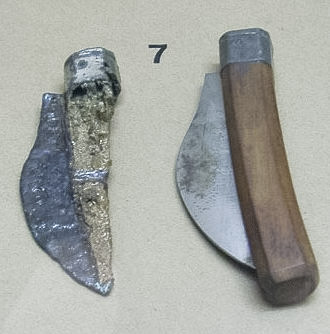
Couteau de l'époque romaine, découvert au sud-est de Krefeld (Allemagne), aux côtés d'une reproduction moderne.

D'après Camille Pagé, des fouilles menées à Rome ont permis la découverte de canifs — ou scalprum (au singulier) — utilisés par les Romains pour tailler les roseaux servant pour écrire. 
Les Romains, à côté de couteaux fixes, possèdent également des couteaux dont la lame est mobile autour d'un axe et se replie dans une rainure ouvragée dans le manche ; quelques exemplaires font partie des collections du musée d'archéologie nationale et domaine national de Saint-Germain-en-Laye.
Le musée du Louvre possède un manche en os de couteau à lame pliante représentant un gladiateur thrace, datant de la seconde moitié du Ier siècle.
Camille Pagé décrit également la découverte en 1888 à Poitiers d'un couteau pliant de femme ou d'enfant, à manche de bronze de l'époque gallo-romaine.
Selon Alain Bureau, le couteau pliant fait partie de la dotation de base des soldats romains.

### Moyen Âge et Époque moderne

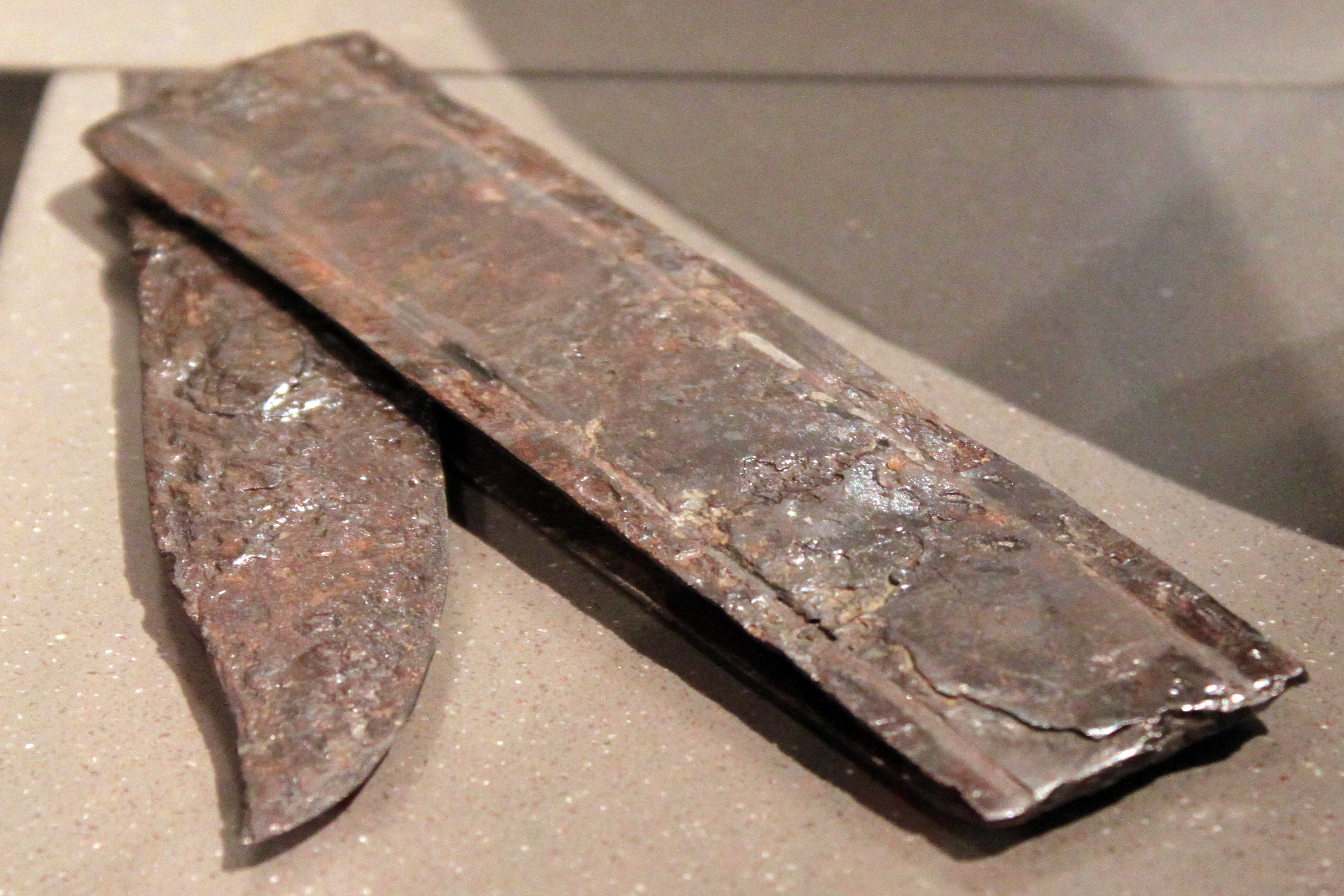
Couteau du VIIIe siècle, découvert à Inzing, Bavière et exposé au Neues Museum de Berlin.

La diffusion des couteaux pliants, à friction à l’origine, débute réellement au début de notre ère ; d’abord auprès des Celtes, ils pénètrent ensuite le quotidien des Romains puis des Gallo-romains, bien que jusqu’à la Renaissance le couteau droit demeure omniprésent.
Selon Adrien Durand, le musée de Cluny et la collection Sauvageot possèdent en 1870 des échantillons de coutellerie datant du Moyen Âge, dont deux couteaux « au manche grossier, se ferment sans ressort ; ce sont sans doute les premiers eustaches ».
Si au Moyen Âge, le canivet est inséparable de l'écritoire et sert à tailler les plumes d'oie,, ce n’est qu’à partir de la fin du XVIe siècle que les couteaux pliants s'imposent réellement, devenant des couteaux de poche.
Plusieurs raisons expliquent cet engouement, par exemple la « pacification » des mœurs sous l’influence des cours italiennes, l’augmentation des déplacements durant lesquels les voyageurs préfèrent s’accompagner de leurs ustensiles personnels plutôt que d’utiliser les couverts des tavernes, ou encore l’évolution vestimentaire qui voit l’apparition de poches extérieures plaquées sur les vêtements plus faciles d’accès que celles qui sont portées au-dessous. L’élément déterminant est l'invention, vers la fin du XVIe siècle, du blocage de la lame par une virole.
Au XVIIe siècle, la majeure partie des couteaux de poche provient des fabriques de Moulins et de Langres et selon Abraham du Pradel en 1692, sont produits à « […] Caen des couteaux de poche d'une propreté et d'une bonté singulière […] ». L’engouement que suscitent les couteaux fermants justifie une production de masse, et par corrélation, un faible coût de production. Ainsi, en 1763 à Saint-Étienne, la grosse de jambettes se vend de 30 à 45 sols alors que la même quantité de couteaux de table vaut de 18 à 24 livres la grosse (une livre équivaut à vingt sols).
L'industrie du couteau au XVIIIe siècle pousse à la répartition des tâches et à la spécialisation de la main d'œuvre ; elle occupe, dans le Forez par exemple, des forgerons, des aiguiseurs, des trempeurs, des polisseurs, des presseurs de manches et des monteurs ; les aiguiseurs et les polisseurs sont réunis à proximité de chutes d'eau afin de profiter de leur force motrice, alors que les autres corps de métiers peuvent être installés dans des ateliers séparés. La fabrication des jambettes de Saint-Étienne, dont le manche est communément en corne de mouton, nécessite l'intervention de 18 corps de métiers.
À Thiers, à la même époque, les tâches de coutellerie font intervenir le martinaire qui bat le fer pour l'étirer, le forgeron, le limeur, le perceur, l'émouleur, le polisseur, le plaqueur, le mitreur, le scieur d'os, le blanchisseur qui fait sécher les manches en corne et blanchit l'os, le redresseur de corne (ou cacheur), le monteur, le poseur, l'affileur, l'essuyeuse et enfin le plieur. Les productions de Thiers se vendent dès le XVIIe siècle à l'étranger, principalement en Espagne et l'Italie, grâce à leur la variété et à la modicité de leur prix.
À Langres, en revanche, les étapes de la fabrication des couteaux ne sont pas divisées entre différents corps de métiers ; chaque ouvrier produit toutes les pièces nécessaires à l'élaboration des couteaux et canifs.
Au XVIIe siècle, les droits de douane appliqués à la coutellerie relèvent du chapitre de la mercerie. Les tarifs de 1664 et 1692 imposent en effet les mêmes droits d'entrée et de sortie du territoire que pour l'activité des quincailliers qui eux-mêmes relevent du corps des merciers. La notion de mercier coutellier apparaît également dans les statuts — article 6 — des couteliers de Châtellerault homologués en 1581. À la suite de l'édit royal de février 1776, les couteliers sont associés aux communautés des fourbisseurs et des arquebusiers.
C’est à la fin du XVIIe siècle qu’apparaît le ressort et c’est du XVIIIe siècle que datent la plupart des mécanismes et des types de canifs connus au XXIe siècle.

### Révolution et Empire
À la fin du XVIIIe siècle et au XIXe siècle, à la suite de la création en 1794 du Conservatoire national des arts et métiers par l'abbé Henri Grégoire, le relèvement économique de la France est soutenu par l’organisation d’expositions industrielles. La première d’entre elles a lieu à la fin de l’an VI, en septembre 1798 au Champ-de-Mars. Un coutelier de Paris, Lepetit Wale, y participe, ainsi qu'à la suivante, en septembre 1801 ; il présente « des rasoirs fins et des nécessaires à barbe parfaitement exécutés ». Il faut attendre l'édition de 1823 pour que le vocable « canif » soit clairement mentionné ; l'exposition a lieu dans la colonnade du Louvre, sur deux étages, du 25 août au 23 octobre 1823. Le rapport du jury à Jacques-Joseph Corbière, ministre-secrétaire d'État de l'Intérieur, cite 23 couteliers, dont « Pradier, [de Paris] qui expose de beaux ouvrages de coutellerie provenant des ateliers de coutellerie qu'il a établis depuis 1819, non seulement à Paris, mais encore à Chaville près de Versailles, et à Poissy dans la prison. […] Il sort par mois 1 200 canifs à coulisse et 500 taille-plumes des ateliers de M. Pradier ; ses rasoirs ont une réputation européenne […] ».
Lors de l'exposition de 1834, ainsi qu'à celles de 1839, 1844 et 1855, MM. Renodier père et fils présentent des Jambettes et des Eustaches qui font la réputation de Saint-Étienne.
Ce dernier couteau est un des articles emblématiques des couteliers de Saint-Étienne ; il s'agit d'un couteau pliant à manche de hêtre ou de corne qui se vend en France comme à l’étranger (Espagne, Italie, Angleterre, Portugal). Ce petit couteau s’appelle Eustache à Paris, du nom du maître coutelier Eustache Dubois, Avril à Amiens et à Rouen, Descos à la clé en Bretagne, couteau d’Ozon dans le Poitou et la Saintonge, Damillon dans le Midi et Bizalion en Espagne et en Italie. Alphonse Peyret-Lallier note « la fabrication des couteaux Eustache est unique pour la modicité du prix de la main d'œuvre et aucune fabrique n'a jamais pu en approcher ; mais leur forme est si grossière, que malgré leur bonne qualité, on aperçoit depuis plusieurs années une diminution sensible dans la consommation. Il y a 30 ans qu'il s'en faisait six fois plus qu'aujourd'hui […] Malgré la modicité du prix, un couteau passe par les mains de 18 ouvriers avant d'être achevé et tous y trouvent de quoi vivre ». Ce couteau se vend par grosse aux détaillants, c’est-à-dire par douze douzaines.
Le rapport du jury de l'exposition de 1839, inaugurée le 30 avril par le Louis-Philippe et sa famille, relève la présence du coutelier Vauthier, qui « a exposé un couteau qu'une seule main suffit à ouvrir et à fermer avec la plus grande facilité […] ». Ce canif se nomme, selon son inventeur, « couteau manchot ».
Dix ans plus tard, le rapport de l'exposition de 1849 rapporte, outre la présence de M. Vauthier et de ses couteaux s'ouvrant d'une seule main, la présentation de Louis-Célestin Carton qui a « exposé des couteaux fermants dits solaires, c'est-à-dire portant dans le bout du manche une petite boussole marquant l'heure […] ».
À l'initiative de l'Angleterre s'ouvre en 1851 la première Exposition universelle ; celle-ci n'accueille qu'un seul coutelier français (Paris), mais durant celle de 1862, à Londres encore, la participation de J. Charrière est remarquée pour ses « […] couteaux fermants à ressorts avec manches à claire-voie et pièces de rechange […] ». Le rapport de l'Exposition universelle de 1862 indique qu'à Thiers, « on […] fabrique principalement des couteaux fermants [qui occupent plus de la moitié des 15 000 à 18 000 ouvriers des cantons de Thiers et de Saint-Rémy], des ciseaux, de la coutellerie de table, des rasoirs et quelques articles de grosse coutellerie à l'usage de la cuisine […] C'est ainsi qu'un couteau fermant, par exemple, est le résultat du travail de quinze à vingt ouvriers différents. Dans ces conditions, chaque ouvrier, constamment employé à la même opération, y acquiert une dextérité ce qui est à la fois très favorable à la prompte et à la bonne exécution du travail ».
À la fin de l’Empire, de nombreux centres couteliers français ont disparu, victimes des guerres de la Révolution et des suivantes, et de leurs conséquences économiques, le charbon, l'acier, l'ébène et les meules faisant défaut ; il en va ainsi des coutelleries de Cosne, Nevers, Caen, Le Chambon-Feugerolles, Toulouse et partiellement de Moulins. Celles de Châtellerault, Langres, Nogent, Paris, Saint-Étienne et Thiers ont pu résister grâce à une implantation plus solide.

## Technologie
On distingue les couteaux à clous, dits également « à friction » des couteaux à ressort — ou couteaux à cran forcé.

### Les couteaux à clous
Les couteaux à clous se subdivisent eux-mêmes en deux catégories. Un premier groupe rassemble les canifs à un clou, qui traverse la lame et forme une goupille qui permet à celle-ci de se replier dans le manche. Le second groupe concerne les canifs à deux clous.

#### Les couteaux à un clou

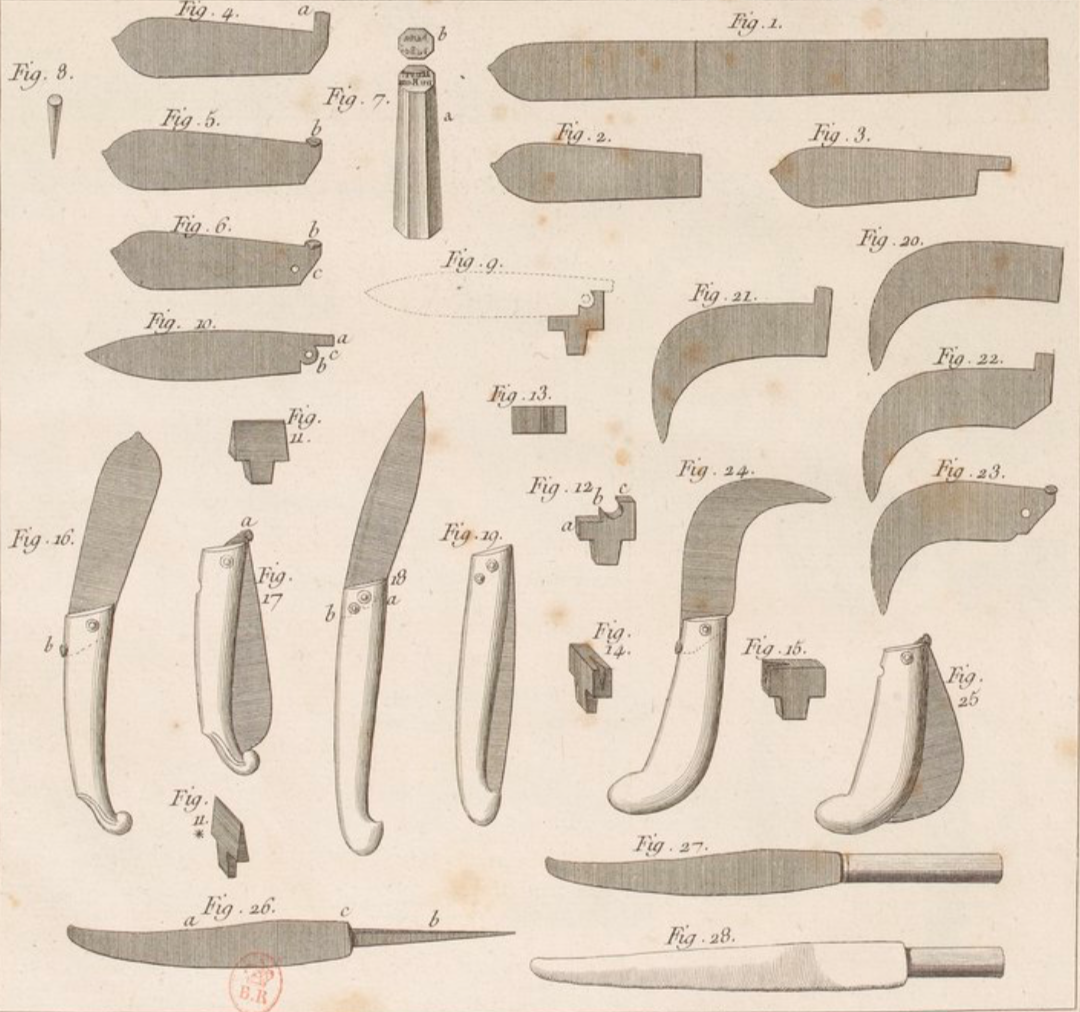
stop.

Lorsque la lame de ces canifs est en position ouverte, elle est maintenue dans cette situation droite par un talon — appelé « talon à lentilles » à Paris au XVIIIe siècle —, et encore aujourd’hui pour le couteau de type piémontais qui s’appuie sur la tête du manche. Il s’agit du modèle le plus ancien, déjà utilisé par les Romains. Déjà, aux premiers siècles de notre ère, les artisans ajoutent une bague métallique — ou virole fixe — qui enserre la tête du manche, pour la protéger de l’éclatement de la matière autour du rivet, provoqué par le travail de la lame au métal plus dur que la tête du manche, en bois, en corne ou en os.
Ce système se retrouve sur de nombreux couteaux européens tels que l'Opinel en France, le Taramundi espagnol, le Parrada et l’Arburese italiens ou le Palaçoulo portugais. L’Higonokami japonais est également un couteaux à un clou, muni d'une lentille. C'est également la technique employée pour l'Eustache Dubois, composé simplement d'une lame, d'un manche en bois et d'un clou.
Dès le XVIIe siècle, des couteaux de jardiniers sont équipés d’une bague rotative, ou virole tournante, maintenue par le guichet de la virole fixe du manche ; celle-ci permet de bloquer la lame en position ouverte, en créant un cran d’arrêt, ou fermée.
Cette technique est reprise en France, par les Opinels à partir de 1955, ainsi que d’autres couteaux savoyards, et les couteaux de Nontron — dont le type, avec manche de buis et virole de cuivre, est créé dès 1815 par Guillaume Petit, — et en Italie par certains canifs de Bergame.
Le canif à lentille fait également partie de la famille des couteaux à un clou ; le talon de la lame est prolongé par une excroissance plate ou en forme de boule qui vient se poser ou s’encastrer sur le dos du manche lorsque le couteau est en position ouverte. Il est illustré par le couteau dit « piémontais ».

#### Les couteaux à deux clous

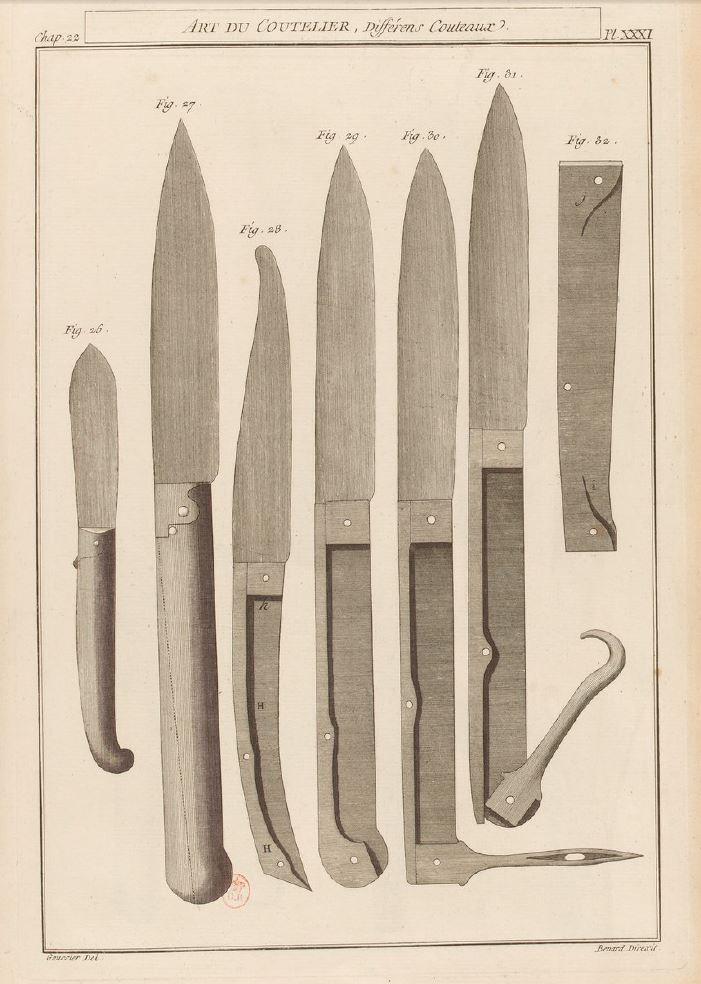
stop

L’inconvénient de la lentille ou du bouton réside en ce que cette partie déborde du manche lorsque le canif est fermé ; elle peut alors blesser la main ou déchirer la poche. À cet effet, les couteliers ont imaginé de retrancher le bouton et de former au talon de la lame une dent ou une échancrure qui s’appuie, en position ouverte, sur un second clou.
Comme pour le couteau à un clou, une goupille ou une rosette bombée sert d’axe à la lame. Le second clou sert de butée au talon de la lame lorsqu’elle est ouverte. Ces couteaux sont connus sous les dénominations « à la capucine », « capucin » ou « couteau de berger des Pyrénées ».
Les couteaux de bergers corses, dont la production est relancée depuis les années 1970, font également partie de cette famille. D’origine génoise, ils possèdent une lame large à la pointe relevée, dont le contre-tranchant est usiné en tarabiscot, et un manche courbe.

### Les couteaux à ressort
Dans le but de protéger la lame et le tranchant de celle-ci, les artisans de la fin du XVIIe siècle et du XVIIIe siècle inventent un procédé par lequel la lame, tout en pivotant sur son axe, rentre dans le manche en appuyant sur un ressort auquel elle est fixée, ce dernier glissant dans une rainure pratiquée à l’intérieur du manche ; ces canifs sont également nommés canifs à coulisse.
Le ressort connu au XXIe siècle est une pièce métallique positionnée sur le dos du manche ; elle immobilise la lame en position ouverte ou fermée. Dans le cas d’un couteau à cran d’arrêt, le ressort est parfois accompagné d’une pompe d’arrêt, qui est un dispositif de déblocage par pression d’un épaulement situé également sur le dos du manche.
Le couteau à mouche, dont le laguiole est un exemple, dispose dans le talon de la lame d’un tenon qui s’arrête sur une épaisseur du ressort ; ainsi, la lame ne peut se refermer que lorsque le ressort est repoussé vers l'arrière. Le couteau à pompe est également un canif à mouche, le ressort est alors d'une seule pièce et un second ressort intérieur le ramène en position initiale.
Le type couteau à ressort a été décliné en plusieurs modèles. On connait par exemple le couteau à la berge, du nom d’un coutelier de Paris ; il désigne un couteau à deux lames, pivotant en compas sur le même talon et dont l’ouverture se fait indépendamment. Quand les deux lames sont fermées, leurs pointes reposent sur un entre-deux fixé entre les côtes du manche,.
Si les lames dépendent l’une de l’autre pour leur ouverture ou leur fermeture, de sorte qu’elles ne puissent être simultanément ouvertes ou fermées, il s’agit alors d’un couteau à bascule ou à béquille ; bien qu'il s’agisse d’un couteau fermant, ce couteau à bascule doit être enserré dans une gaine pour être transporté aisément. Les lames de ces deux couteaux sont de métaux différents, pour l’usage de la table ; l’une est en acier, pour couper les aliments les plus durs tels que le pain et la viande, et la seconde en or ou en argent pour peler ou découper les fruits,.
Le couteau compliqué, ancêtre des couteaux multi-outils, fait également partie de cette catégorie. Il s’agit, à l’origine d’un couteau pliant qui se compose, outre sa lame, « d'une foule d’autres pièces que le besoin ou la fantaisie ont fait imaginer […] ».
Lors de l’exposition industrielle de 1820, un coutelier de Langres, Charles Guerre, expose un couteau nécessaire présentant 24 pièces dont 15 se ferment avec un ressort,.

### Les couteaux à secret

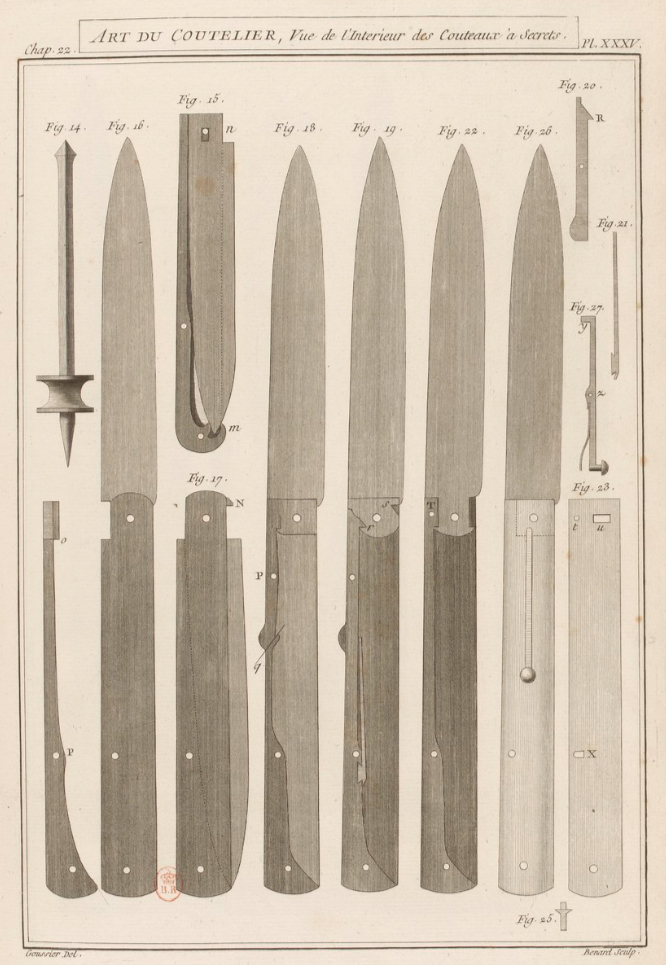
Description des couteaux à secret par Jean-Jacques Perret.

Un couteau pliant à secret est un canif dont la fermeture ou l’ouverture de la lame ne peut se faire sans un dispositif dissimulé particulier.
Jean-Jacques Perret décrit, dans le chapitre consacré aux différents couteaux fermants de son ouvrage intitulé L'art du coutelier, publié en 1771, l'ajustement de couteaux à différents secrets.
Selon lui, le plus simple d’entre eux consiste à faire monter ou descendre la lame, dont la pointe, lorsqu’elle est en position basse, vient se positionner dans une échancrure du bout du ressort (voir la figure 15). Il suffit donc, dans ce cas, que le trou de l’axe de la lame possède une forme allongée dans le sens de celle-ci.
Le couteau à mouche, dit également à loquet, dans son acception ancienne — au XXIe siècle la mouche est un élargissement de la tête du ressort, destiné à renforcer celui-ci — est également un couteau à secret, grâce au tenon laissé au talon de la lame (voir le détail « N » de la figure 17). Il ne peut se refermer qu’en tirant le ressort avec le pouce.
Le couteau à grimace est similaire au couteau à mouche, mais le ressort est fixé par un tenon qui s'insère dans un trou de l’une des côtes ou de l’une des platines. Une rosette large et forte cache un trou en long pratiqué sur le manche pour faciliter son écartement.
Le couteau à pompe, décrit par la figure 19 utilise deux ressorts pour bloquer et débloquer la lame en position ouverte (ressort de la figure 20 basculant en « R ») et fermée (ressort de renvoi de la figure 21, ajusté en queue d'aronde sur le ressort principal en « S »).
Le couteau à secret dit sous la rosette utilise une bascule, cachée dans le manche, qui s’ajuste sur une platine possédant un tenon qui vient pénétrer deux trous pratiqués au talon de la lame. L’ouverture et la fermeture de la lame s’effectuent en poussant ou en tirant sur la rosette.
On compte également parmi les couteaux à secret le couteau dit à bille. Il s’agit en fait d’un rivet à tête plate qui se déplace dans une coulisse, pratiquée dans le talon de la lame, sous l’action de la pesanteur ; lorsque la pointe de la lame est dirigée vers le haut, le rivet descend et la lame s’ouvre lorsqu’une pression est exercée sur le dos de celle-ci ; de la même façon, il faut que la pointe soit vers le bas pour que l’échancrure de la lame reçoive à nouveau le rivet qui la maintient en position fermée.

### Typologie des lames
La coutellerie utilise principalement des aciers au carbone et des aciers dits « inoxydables » à forte proportion de chrome pour la fabrication des lames. Chacune des deux variétés d’acier se déclinent en diverses sous-catégories.
Les aciers au carbone, composés uniquement de fer et de carbone, sont les plus faciles à travailler et à tremper. Le taux de carbone peut varier de 0,3 % à 1 %, les nuances comprises entre 0,5 % et 0,8 % de carbone étant les plus faciles à travailler.
En France, la norme de l’Association française de normalisation (AFNOR) établit une convention de nommage des aciers. Un acier au carbone est désigné par les lettres XC suivies du taux de carbone multiplié par 100 : ainsi l’acier XC 65 est un acier dur comportant 0,65 % de carbone,.
La norme américaine définie par l’American Iron and Steel Institute (AISI) est également très simple d’utilisation : pour les aciers au carbone, le sigle se compose d’un « 1 » suivi du taux de carbone contenu dans l’acier. Ainsi l’XC 35 dans la norme AFNOR se transpose en 1035 dans la norme US AISI.
Les aciers ayant les plus faibles taux de carbone, comme les XC 35 et XC 45 ne sont utilisés pratiquement que pour réaliser les lames en Damas ou pour les aciers destinés à la cémentation, leurs propriétés de trempe étant trop faible. Les lames courtes ou moyennes des couteaux pliants demandant un tranchant dur justifient l'emploi de l'XC 75 ou de l'XC 100 ; la forge de ces deux nuances fortement carburées est délicate compte tenu de la dureté des aciers — liée au taux de carbone dépassant 0,5 % — et des réactions capricieuses à la chaleur.
L’utilisation des aciers alliés date du début du XXe siècle et s'accroit fortement après la Seconde Guerre mondiale, l'ajout de différents éléments d’alliage améliorant selon les cas la résistance à la casse, l’inoxydabilité ou les procédés de trempe. Le seuil de 5 % d’ajouts dans la composition du métal départage les aciers faiblement alliés des aciers fortement alliés. La norme AFNOR nomme ces nuances d’acier par le taux de carbone multiplié par cent, suivi des éléments d’alliage par ordre décroissant de teneur. Chaque élément est désigné par son symbole chimique accompagné d'un coefficient multiplicateur spécifique. Pour la norme AFNOR la dénomination des aciers fortement alliés commence par un Z.
La norme américaine désigne d’abord la première caractéristique de l’acier par une lettre — « O » pour oil, trempe à l’huile ; « W » pour water, trempe à l’eau ; « L » pour low alloy, aciers faiblement alliés ; etc. —, suivie du code de l’élément additionnel principal. Ainsi l’acier 440C désigne un acier fortement chromé ; son équivalent AFNOR est Z100CD17.
Pour des raisons d’hygiène, les coutelleries industrielles emploient presque exclusivement des aciers inoxydables pour la fabrication des lames.
Pour décrire la lame d'un couteau pliant, on distingue la pointe, le tranchant, le dos et le talon qui relie la lame au manche par l'intermédiaire d'un axe.

## Patrimoine culturel

### Le canif dans la culture populaire
On trouve dans Le livre des proverbes français de Le Roux de Lincy un proverbe du XVIe siècle, rappelant l'importance de la navigation sur la Vienne pour le commerce de la coutellerie à Châtellerault :

« Ouvriers de Châtellerault
Amancheurs de couteaux
Il leur vient des cornes à pleins bateaux »

— Antoine Le Roux de Lincy, Le livre des proverbes français, 1842,.
- (en) « Handy with his jack-knive », The New York Times,‎ 25 juin 1884 (lire en ligne [PDF])
- (en) « How did the jack-knife get its name? », The Normal Hour,‎ 31 mai 1961 (lire en ligne)

### Histoire industrielle
- Coutellerie Issard-Tarrérias, puis Marcel Issard, actuellement Rémi Planche Jeune et Marcel Issard[18]
- Coutellerie de Châtellerault[V2 16].
- Beligné à Langres

### Personnalités liées au couteau pliant
- Nicolas Crocombette[G 4],[19]
- Didier Diderot
- Joseph Opinel
- Camille Pagé[20]
- Frédéric-Albert Peter[G 5],[21]
- Zwilling J. A. Henckels

## Records et excentricités
Dès 1849, les frères Petit de Nontron exposent des couteaux nains suffisamment miniaturisés pour qu'une coquille de noix ou de noisette puisse en contenir chacune douze. Ces couteaux sont en vente courante à la fin du XIXe siècle. Les mêmes couteliers sont parvenus à insérer 110 couteaux pliants en état de fonctionnement dans un noyau de cerise.

## Législation
Pour un article plus général, voir Législation concernant les couteaux.
Suivant les pays, la définition d'un couteau comme arme et le droit de port qui lui est lié sont très divergents.
Ainsi pour la Grande-Bretagne est considéré comme arme « tout objet avec une lame ou une pointe aiguisée. […] Cette section s'applique aux couteaux de poche pliants si la partie coupante de la lame excède 3 pouces ».
La législation irlandaise est également très restrictive.
De manière générale, les couteaux pliants classiques sont autorisés, sous réserve parfois de critères relatifs au blocage de la lame ou à la taille de celle-ci.
Par exemple, la loi fédérale suisse sur les armes, les accessoires d'armes et les munitions du 20 juin 1997 précise dans son article 6 que « les couteaux de poche tels que les couteaux de l'armée suisse et autres produits comparables ne sont pas considérés comme des objets dangereux ».
Les couteaux de type papillon font, en revanche, l'objet d'une interdiction de port et parfois d'importation — en Suisse par exemple — quasi générale. C'est le cas de l'Allemagne, de la Belgique et de la Suisse, et implicitement de la Grande-Bretagne, de l'Irlande, du Danemark et de l'Italie. L'Espagne fait exception.
Enfin, le type d'ouverture est également un critère considéré par les législations locales. Ainsi, au Canada, les couteaux « dont la lame s’ouvre automatiquement par gravité ou force centrifuge ou par pression manuelle sur un bouton, un ressort ou autre dispositif incorporé ou attaché au manche » sont interdits. Selon Gildas Roussel en 2009, il est probable que cette mesure, concernant les couteaux à ouverture assistée, soit suivie par les juridictions européennes dans un proche avenir.
De plus, la loi danoise prohibe explicitement les couteaux dont l'ouverture peut se faire d'une seule main, ; elle est rejointe implicitement sur ce point par la loi suisse,.
Il découle de ce qui précède que, pour la plupart des pays, un canif petit ou moyen sans blocage de lame ni ouverture assistée est tout à fait légal de port, qu'il soit à un ou deux clous, ou à cran forcé.
Certains producteurs de canifs prennent désormais en compte dans leurs cahiers des charges les restrictions réglementaires nationales. C’est le cas, par exemple, du coutelier présentant la marque Spyderco qui produit des couteaux spécifiquement destinés au marché britannique — le UKPK (United Kingdom penknife) — et au marché danois, le DK penknife. D’autres couteliers n’ont pas tardé à lui emboiter le pas, comme l’artisan belge Éric Parmentier ou la firme suédoise Fallkniven pour leur pays respectif.
Les attentats du 11 septembre 2001 ont durci les législations nationales et imposé des restrictions de port pour les couteaux pliants de tous types, lors de l'accès aux avions de ligne commerciale, supplantant dans ces zones les règlements généraux.

### En France

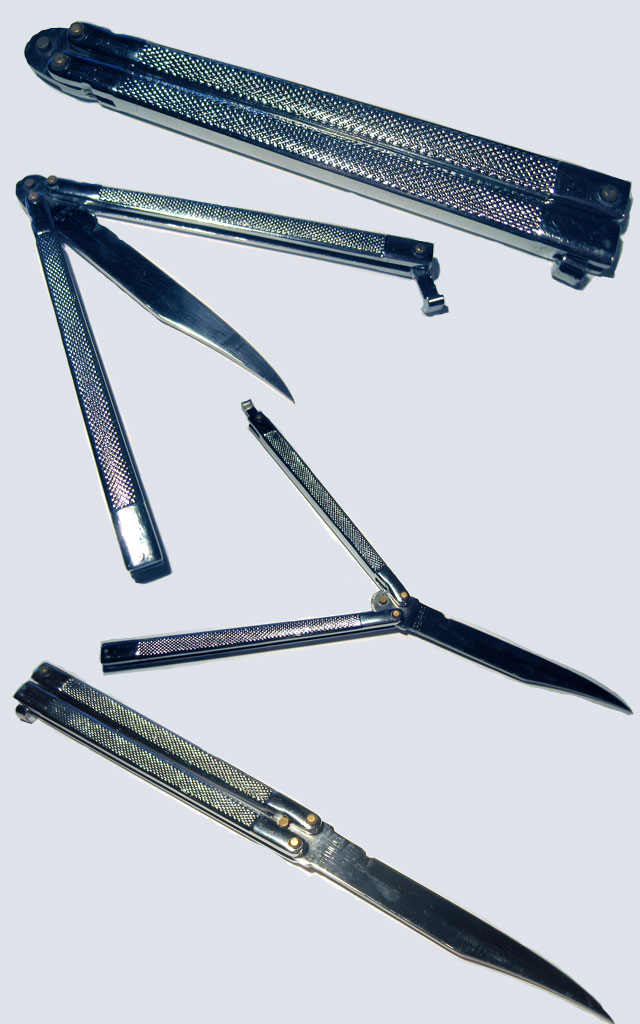
Exemple de couteau papillon.

La loi du 19 pluviôse an XII — ou 9 février 1804 — distingue les armes, même tranchantes, des « couteaux fermants et servant habituellement aux usages ordinaires de la vie ». Jusqu’en 1994, le code pénal français suit la loi de 1804, considérant que « les couteaux et ciseaux de poche, les cannes simples et tous autres objets quelconques ne seront réputés armes qu'autant qu'il en aura été fait usage pour tuer, blesser ou frapper (armes par l'usage) ».
Dans le cadre français contemporain, le couteau étant défini comme une arme blanche de 6e catégorie, son port est interdit sans distinction de la longueur de la lame. En effet, l’article 2 du décret de 1995 classe en 6e catégorie, « tous objets susceptibles de constituer une arme dangereuse pour la sécurité publique, et notamment les baïonnettes, sabres-baïonnettes, poignards, couteaux-poignards, matraques, casse-tête, cannes à épées, cannes plombées et ferrées, sauf celles qui ne sont ferrées qu’à un bout, arbalètes, fléaux japonais, étoiles de jets, coups de poing américains, lance-pierres de compétition, projecteurs hypodermiques ».
Cette définition ne distingue pas les couteaux fixes des couteaux pliants. En effet, la catégorie des couteaux-poignards semble englober les couteaux pliants qui dispose d’un système de blocage de la lame lui assurant une rigidité proche de celle d’un couteau fixe,. Cette interprétation est suivie de façon constante par les tribunaux qui incluent dans cette catégorie les couteaux à virole de type Nontron et Opinel, ainsi que les Balisongs — couteau de type papillon — et certains couteaux piémontais quand la mouche à l'arrière de la lame est longue et donc de nature à assurer un blocage puissant. Les couteaux dépourvus de système de blocage, y compris les couteaux à cran forcé comme les Laguioles, ne sont pas qualifiés d'arme de 6e catégorie.
Outre le port d'un canif, la loi prévoit la liberté d'acquisition et de détention — la détention est définie comme la possession de l'arme au domicile ou sur un lieu de travail — des armes de 6e catégorie pour les personnes majeures,. Elle ne limite pas le nombre d'armes blanches acquises ce qui fait de la collection une activité a priori autorisée,.